# Cantone di Melle
Il Cantone di Melle è una divisione amministrativa dell'arrondissement di Niort.
A seguito della riforma approvata con decreto del 18 febbraio 2014, che ha avuto attuazione dopo le elezioni dipartimentali del 2015, è passato da 12 a 39 comuni.

## Composizione
I 12 comuni facenti parte prima della riforma del 2014 erano:
- Chail
- Maisonnay
- Mazières-sur-Béronne
- Melle
- Paizay-le-Tort
- Pouffonds
- Saint-Génard
- Saint-Léger-de-la-Martinière
- Saint-Martin-lès-Melle
- Saint-Romans-lès-Melle
- Saint-Vincent-la-Châtre
- Sompt

Dal 2015 i comuni appartenenti al cantone sono i seguenti 39:
- Les Alleuds
- Ardilleux
- Aubigné
- La Bataille
- Bouin
- Caunay
- Chail
- La Chapelle-Pouilloux
- Chef-Boutonne
- Clussais-la-Pommeraie
- Couture-d'Argenson
- Crézières
- Fontenille-Saint-Martin-d'Entraigues
- Gournay-Loizé
- Hanc
- Limalonges
- Lorigné
- Loubigné
- Loubillé
- Mairé-Levescault
- Maisonnay
- Mazières-sur-Béronne
- Melle
- Melleran
- Montalembert
- Paizay-le-Tort
- Pers
- Pioussay
- Pliboux
- Pouffonds
- Saint-Génard
- Saint-Léger-de-la-Martinière
- Saint-Martin-lès-Melle
- Saint-Romans-lès-Melle
- Saint-Vincent-la-Châtre
- Sauzé-Vaussais
- Sompt
- Tillou
- Villemain